# Jörg Baetge
Jörg Baetge (* 16. August 1937 in Erfurt), deutscher Wirtschaftswissenschaftler, ist verheiratet und hat zwei Söhne.

## Leben
Baetge studierte in Frankfurt am Main, Philadelphia und Münster. Danach wurde er von Ulrich Leffson an der Westfälischen Wilhelms-Universität Münster mit seiner Dissertation „Möglichkeiten der Objektivierung des Jahreserfolges“ zum Dr. rer. pol. promoviert. Vier Jahre später habilitierte er sich mit der Arbeit „Betriebswirtschaftliche Systemtheorie. Regelungstheoretische Planungs-Überwachungsmodelle für Produktion, Lagerung und Absatz“. Er war ordentlicher Professor für Betriebswirtschaftslehre an den Universitäten Frankfurt am Main (1972), Wien (1977) und Münster und zwar von 1979 bis zu seiner Emeritierung im Jahr 2002 als Direktor des Instituts für Revisionswesen. Zwei weitere Rufe lehnte er ab. Baetge ist seit 2002 Leiter eines Forschungs-Teams an der Westfälischen Wilhelms-Universität in Münster und Honorarprofessor der Universität Wien, das sich mit aktuellen Fragen der nationalen und internationalen (Konzern-)Rechnungslegung, Jahresabschlussprüfung, Unternehmensbewertung, Bilanzrating, Unternehmenskultur und Geschäftsberichtsanalyse. Weiterhin ist er als gerichtlicher Gutachter in großen Spruchstellenverfahren (z. B. Schadenersatzklagen/Strafverfahren) sowie Gutachter für die Bundesanstalt für Vereinigungsbedingte Sonderaufgaben tätig, sowie Parteigutachter in zahlreichen Bilanzierungs- und Bewertungsfragen/-gutachten nach HGB, IFRS, US-GAAP, Steuerrecht und IDW S1.

### Forschungsteam Baetge
Aus der Arbeit resultiert der seit 1982 unter der wissenschaftlichen Leitung von Baetge in Zusammenarbeit mit dem Manager Magazin (bis 2013, später mit der Zeitschrift Bilanz) jährlich stattfindende Wettbewerb „Der beste Geschäftsbericht“, welcher Unternehmen aus dem DAX, MDAX, SDAX, TecDAX und STOXX 50 sowie Börsenneulinge, die inhaltlich, gestalterisch und sprachlich die besten Geschäftsberichte vorgelegt haben, mit dem „Rufer“ kürt. Ziel der Wettbewerbe ist es, die Unternehmen zu motivieren, die inhaltliche Qualität ihrer Geschäftsberichte zu verbessern, um so den Interessen der Adressaten besser gerecht zu werden.

### Mitgliedschaften
Von Anfang der 1970er Jahre an befasste er sich aus betriebswirtschaftlicher Sicht als Mitglied der Gesellschaft für Wirtschafts- und Sozialkybernetik (GWS) in Stuttgart mit Aufgabenstellungen der ökonomischen Kybernetik und ist Vorsitzender des Kuratoriums. Baetge ist Mitbegründer (1984) und Vorstandsvorsitzender des Münsteraner Gesprächskreises für Rechnungslegung und Prüfung e.V. Er ist Ehrenmitglied in zwei Arbeitskreisen der Schmalenbach Gesellschaft für Betriebswirtschaft (AKEU: Arbeitskreis Externe Unternehmensberichterstattung und AKEIÜ: Arbeitskreis Externe und interne Überwachung der Unternehmung), Mitglied in zwei Arbeitskreisen der Deutschen Vereinigung für Finanzanalyse und Asset Management (DVFA), Mitglied im Verwaltungsrat und Arbeitskreis Konzernrechnungslegung des Deutschen Rechnungslegungs Standards Committee (DRSC), Mitglied in zwei Ausschüssen des Vereins für Socialpolitik (für „Unternehmenstheorie“ und „Unternehmensrechnung“), von 1999 bis 2001 Mitglied des Steering Committees »Present Value (Discounting)« sowie »Business Combinations (IFRS 3)« des International Accounting Standards Committee (IASC), heute: International Accounting Standards Board (IASB) in London. Von 1997 bis 2001 war er Mitglied des Hauptfachausschusses des Instituts der Wirtschaftsprüfer. Er gehört als ordentliches Mitglied der Nordrhein-Westfälischen Akademie der Wissenschaften an und war von 1995 bis 1996 Stellvertretender Vorsitzender des Verbandes der Hochschullehrer für Betriebswirtschaft e.V.

### Ehrungen und Auszeichnungen
Jörg Baetge erhielt 1997 die Ehrendoktorwürde der EBS Universität für Wirtschaft und Recht in Oestrich-Winkel, ist seit 1996 ordentliches Mitglied der Nordrhein-Westfälischen Akademie der Wissenschaften und der Künste, erhielt 1997 den Dr. Kausch-Preis und im Jahr 2000 den Wissenschaftspreis der Plaut-Stiftung. 2010 wurde er zum Ehrenmitglied des Institut der Wirtschaftsprüfer in Deutschland ernannt. Jörg Baetge engagiert sich als Mitglied der Initiative Weitblick für einen weltweit gerechteren Bildungszugang. Die Bundesrepublik Deutschland hat Jörg Baetge die höchste Auszeichnung für besondere Leistungen im sozial-humanen Bereich, das Verdienstkreuz 1. Klasse, am 28. Juni 2023 vom NRW-Minister für Bundes- und Europaangelegenheiten, Internationales sowie Medien Nathanael Liminski verliehen. Seit mehr als zehn Jahren engagiert er sich für die Bildungschancen der halbnomadischen Volksgruppe der Massai in Kenia, indem er eine einfache Grundschule in ein großes Internat mit Unterkunft und Schulbildung für mehr als 500 Schülerinnen und Schüler umgewandelt hat, was insbesondere Mädchen zugutekommt und ihnen ganzjährigen Zugang zu Bildung ermöglicht.

### Veröffentlichungen
Er hat rund 500 Beiträge vor allem zur Bilanzierung, zum Bilanzrating und zur Unternehmensbewertung veröffentlicht.
Seine Bücher Bilanzen, Bilanzanalyse und Konzernbilanzen sind Standardwerke an vielen deutschen Universitäten. Seine Schüler sind renommierte Professoren und Praktiker: Hans-Jürgen Kirsch, Wienand Schruff, Stefan Thiele, Ludwig Mochty, Henning Zülch, Wolfgang Ballwieser u. a.

## Publikationen (Auswahl)
- Grundlagen der Wirtschafts- und Sozialkybernetik: Betriebswirtschaftliche Kontrolltheorie. (= Moderne Lehrtexte: Wirtschaftswissenschaften.), VS Verlag für Sozialwissenschaften, Wiesbaden 1975; ISBN 978-3-531-11198-8.
- Bilanzen (Ko-Autoren: Hans-Jürgen Kirsch, Stefan Thiele); 10. Auflage, Düsseldorf 2009; ISBN 978-3-8021-1413-7.
- Übungsbuch Bilanzen, Bilanzanalyse. (Ko-Autoren: Hans-Jürgen Kirsch, Stefan Thiele); Düsseldorf 2003; ISBN 3-8021-1019-6.
- Konzernbilanzen, (Ko-Autoren: Hans-Jürgen Kirsch, Stefan Thiele); 8. Auflage, Düsseldorf 2009; ISBN 3-8021-1414-0.
- Übungsbuch Konzernbilanzen (Ko-Autoren: Hans-Jürgen Kirsch, Stefan Thiele); 3. Auflage, Düsseldorf 2006; ISBN 3-8021-1264-4.
- Bilanzanalyse (Ko-Autoren: Hans-Jürgen Kirsch, Stefan Thiele); 2. Auflage, Düsseldorf 2004; ISBN 3-8021-0770-5.
- Rechnungslegung nach International Accounting Standards (IAS). (Ko-Autoren: Peter Wollmert, Hans-Jürgen Kirsch, Peter Oser, Stefan Bischof); 2. Auflage, Stuttgart 2002; ISBN 3-8202-2400-9.
- Bilanzrecht Kommentar - Handelsrecht mit Steuerrecht und den Regelungen des IASB. (Ko-Autoren: Hans-Jürgen Kirsch, Stefan Thiele); 1. Auflage, Stollfuß, Bonn/Berlin 2002; ISBN 3-08-150700-6.